# ۴۰۴ (پیش از میلاد)
۴۰۴ (پیش از میلاد) ۴۰۴مین سال قبل از تقویم میلادی است.

## رویدادها
- داریوش دوم بر اثر بیماری در بابِل درمی‌گذرد و پسرش اردشیر دوم جانشین او می‌شود.

## درگذشتگان
- داریوش دوم، شاه هخامنشی